# Stefan Heße
Stefan Heße (Colonia, 7 agosto 1966) è un arcivescovo cattolico tedesco, dal 26 gennaio 2015 arcivescovo metropolita di Amburgo.

## Biografia
Stefan Heße è nato nel distretto Junkersdorf di Colonia il 7 agosto 1966.

### Formazione e ministero sacerdotale

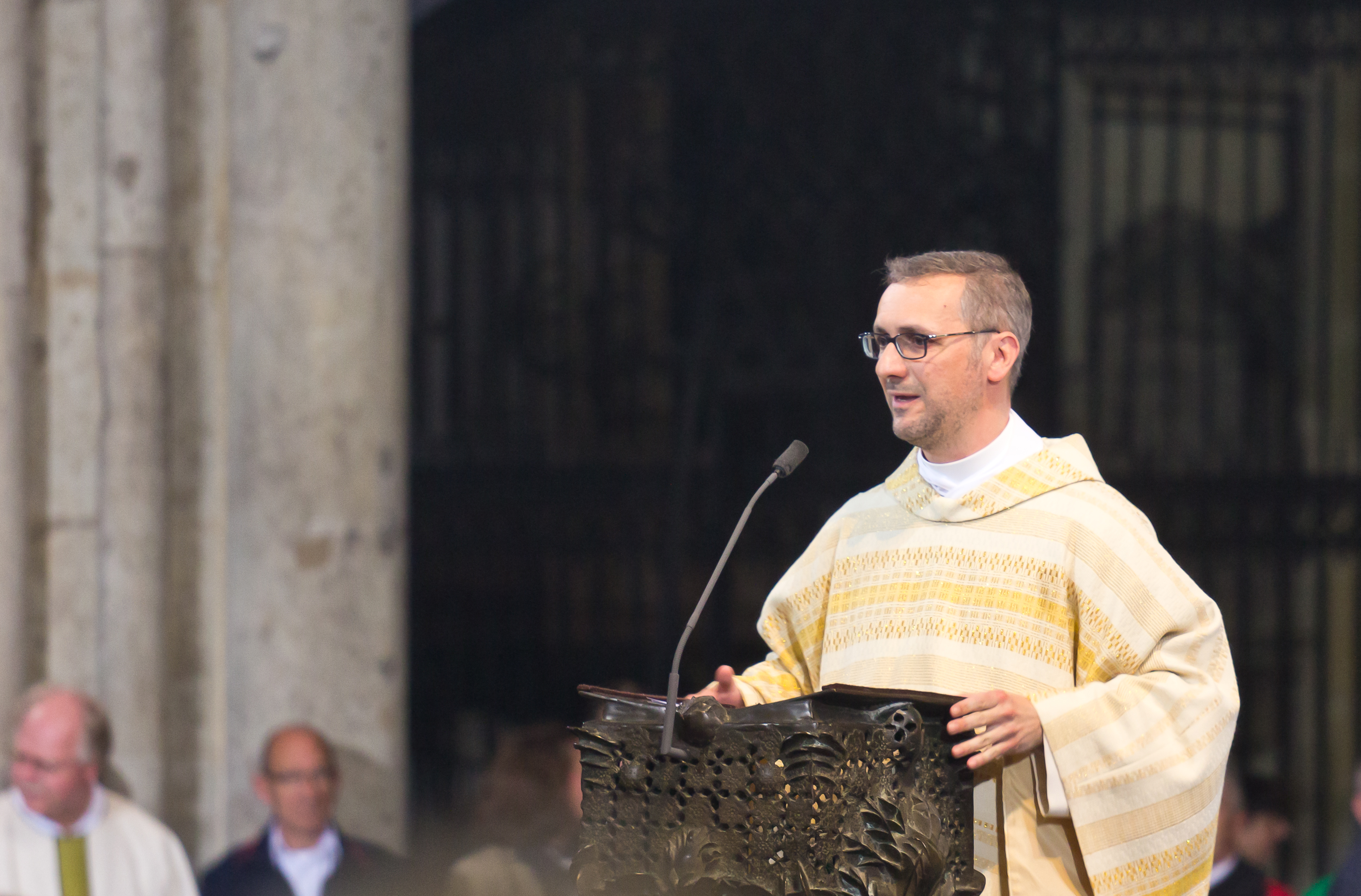
Monsignor Heße accoglie i fedeli riuniti nel duomo di Colonia il giorno dell'ingresso in diocesi del nuovo arcivescovo, il cardinale Rainer Maria Woelki.

Dopo essersi diplomato al liceo nella Kreuzgasse di Colonia, nel 1986 ha iniziato a studiare filosofia e teologia all'Università di Bonn e all'Università di Ratisbona. Nel 2001 ha conseguito il dottorato in teologia dogmatica presso l'Alta Scuola dei Pallottini a Vallendar con una tesi su Hans Urs von Balthasar.
Il 18 giugno 1993 è stato ordinato presbitero per l'arcidiocesi di Colonia nella cattedrale arcidiocesana dal cardinale Joachim Meisner. In seguito è stato vicario parrocchiale della parrocchia di San Remigio a Bergheim dal 1993 al 1997, vice-rettore del convitto arcivescovile Albertinum a Bonn dal 1997 al 2003; direttore del dipartimento per i servizi pastorali dal 2003 al 2005; incaricato diocesano per la radio e la televisione fino al 2012 e direttore del dipartimento "Cura d'anime-personale" dal 2006 al 2012, svolgendo anche un servizio pastorale presso diverse parrocchie di Colonia. L'11 settembre 2011 è stato nominato canonico del capitolo metropolitano di Colonia. Il 16 marzo dell'anno successivo il cardinale Joachim Meisner lo ha chiamato a succedere a monsignor Dominik Schwaderlapp nell'ufficio di vicario generale, economo arcidiocesano e moderatore della curia. Il 28 febbraio 2014, a causa dell'accettazione delle dimissioni del cardinale Joachim Meisner da parte di papa Francesco, il suo incarico di vicario generale è automaticamente cessato. Lo stesso giorno il capitolo dei canonici lo ha eletto amministratore diocesano. Il 20 settembre successivo il cardinale Rainer Maria Woelki, nuovo arcivescovo, lo ha confermato vicario generale.
Nel 2005 è stato nominato cappellano di Sua Santità e nel 2010 prelato d'onore di Sua Santità.
Dall'8 gennaio 2007 fino alla sua nomina ad arcivescovo è stato vice-membro del consiglio della Westdeutscher Rundfunk Köln, un'emittente radiotelevisiva pubblica locale.

### Ministero episcopale
Il 26 gennaio 2015 papa Francesco lo ha nominato arcivescovo metropolita di Amburgo. Il 2 febbraio il cardinale Rainer Maria Woelki ha chiamato a succedergli nell'ufficio di vicario generale Dominik Meiering. Ha ricevuto l'ordinazione episcopale il 14 marzo successivo dal vescovo di Osnabrück Franz-Josef Bode, co-consacranti il cardinale Rainer Maria Woelki, arcivescovo metropolita di Colonia, e il vescovo ausiliare di Amburgo Norbert Werbs. Durante la stessa celebrazione ha preso possesso dell'arcidiocesi. Con 48 anni di età, era il più giovane ordinario diocesano della Germania. Con l'ordinazione ha lasciato il capitolo della cattedrale e il clero dell'arcidiocesi di Colonia. Il cardinale Woelki lo ha quindi nominato canonico onorario.
Nell'arcidiocesi di Amburgo, Heße continua l'opera di accorpamento di diverse parrocchie avviate dal suo predecessore Werner Thissen. Si prevede che il numero di parrocchie diminuirà da 83 a 28. Heße ha giustificato questo provvedimento con il calo del numero di pastori e fedeli.
In seno alla Conferenza episcopale tedesca è presidente della XIV commissione sulle migrazioni ed è membro della VIII commissione sulla scienza e la cultura.
Il 22 settembre 2015 i vescovi tedeschi riuniti in assemblea hanno focalizzato gran parte della discussione sulla crisi migratoria europea che era iniziata all'inizio di quell'anno. La plenaria ha eletto Heße inviato speciale dei vescovi tedeschi per la crisi dei migranti e lo ha incaricato di coordinare gli sforzi di risposta delle diocesi. Tra le risorse messe a sua disposizione c'erano 100 milioni di euro offerti dalle diocesi cattoliche e da organizzazioni benefiche da destinare ad aiuti per i rifugiati sia dentro sia fuori dalla Germania e 800 edifici di proprietà ecclesiastica inutilizzati da destinare ad alloggi per i migranti.
Dal 18 novembre 2016 monsignor Heße è succeduto al vescovo di Rottenburg-Stoccarda Gebhard Fürst nell'ufficio di assistente pastorale del Comitato centrale dei cattolici tedeschi (ZdK).
In seno alla Conferenza episcopale tedesca è rappresentante speciale per le questioni relative ai rifugiati dal 22 settembre 2015 e presidente della XIV commissione per le migrazioni dal 20 settembre 2016.
Nel 2017 è stato investito a Vienna delle insegne di cavaliere d'onore dell'Ordine Teutonico.
È appassionato di musica d'organo e della musica classica e ad Amburgo ama assistere ai concerti alla Laeiszhalle e alla Elbphilharmonie. Ha ammesso di non essere un fan del calcio, dicendo ironicamente a un intervistatore: "Sarebbe la cosa peggiore che fingere. Quella musa non mi ha baciato".

## Opinioni

### Ambiente e cambiamenti climatici
Heße ha elogiato la Laudato si', la seconda enciclica di papa Francesco, che contiene forti critiche al consumismo e allo sviluppo irresponsabile e un lamento per il degrado ambientale e il riscaldamento globale. In essa il pontefice chiede a tutte le persone del mondo di intraprendere "un'azione globale rapida e unificata". Heße ha elogiato l'enciclica, definendola "momento prezioso per un riorientamento ecologico mondiale". Ha commentato ulteriormente il testo dicendo:
Per quanto riguarda il ruolo dell'arcidiocesi di Amburgo, Heße ha dichiarato che "non abbiamo molte opportunità di sviluppo in questo settore". Non ha fatto menzione del fatto che l'arcidiocesi nel 2009 ha istituito un fondo per l'energia contenente otto milioni di euro, cinque dei quali sono già stati investiti. Il finanziamento è stato speso per 90 progetti in 70 località dell'arcidiocesi, con sforzi tra cui il miglioramento dei sistemi di riscaldamento e dell'isolamento termico e il passaggio all'energia verde nelle parrocchie. L'arcivescovo ha ammesso che non era soddisfacente che solo 25 parrocchie su 80 nell'arcidiocesi di Amburgo facessero affidamento esclusivamente sull'energia verde.

### Omosessualità e matrimoni tra persone dello stesso sesso
Il 1º agosto 2015 Heße ha chiesto che la Chiesa cattolica fosse più realistica per quanto riguarda gli insegnamenti sulla morale sessuale. Ha affermato:
Nonostante ciò, ha detto che era ancora titubante riguardo al matrimonio tra persone dello stesso sesso. Ha chiarito che la Chiesa deve essere disponibile per tutte le persone, compresi gli omosessuali:

### Matrimonio e vita familiare
In un'intervista del maggio del 2015 Heße ha parlato delle sue opinioni su matrimonio e famiglie:
Quando gli è stato chiesto se avesse mai desiderato sposarsi e avere figli, Heße ha risposto:

### Divorzio
Nel maggio del 2015, Heße ha dichiarato le sue opinioni sul divorzio in un'intervista dicendo:
Il 1º agosto 2015 Heße ha annunciato che desidera per i divorziati risposati "forme vivibili per il riconoscimento e l'accompagnamento della Chiesa", senza rinunciare all'ideale del matrimonio.

### Celibato sacerdotale
Alla domanda in un'intervista nel maggio del 2015 se il celibato fosse un disincentivo per i giovani che considerano il sacerdozio, Heße ha risposto:
Alla domanda se il celibato fosse un sollievo per lui, ha detto:

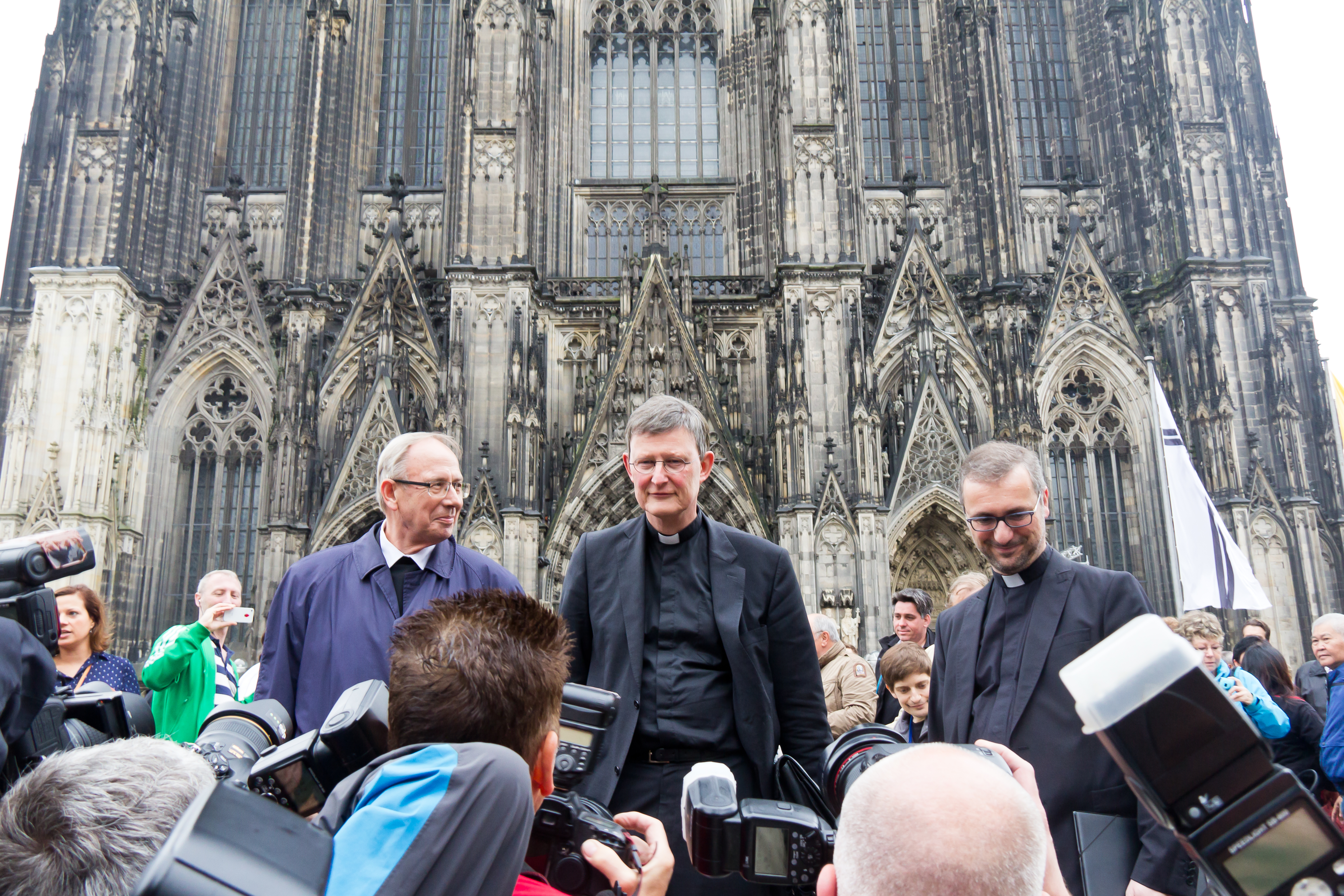
Il cardinale Rainer Maria Woelki con monsignor Heße in una conferenza stampa nel 2015.

### Papa Francesco
In un'intervista del maggio del 2015, ha affermato di ritenere che papa Francesco sia una "persona affascinante, che apre la strada alla Chiesa e al mondo di oggi. Anche i cristiani evangelici dicono questo è il mio papa".

### Preghiera
In un'intervista del maggio 2015 a Norbert Vojta, ha affermato che "una delle migliori forme di preghiera per me è il silenzio". Quando gli è stato chiesto di elaborare, ha affermato che:
Quando gli è stato chiesto per quanto tempo pregava ogni giorno, Heße ha detto "30 secondi". I giornalisti rimasero tutti stupiti dalla sua risposta, così spiegò dicendo "ma per quei 30 secondi devo prepararmi per mezz'ora.

### Riforma del diritto del lavoro della Chiesa
Il 1º agosto 2015, Heße ha difeso la recente riforma del diritto del lavoro della Chiesa cattolica e ha criticato la posizione assunta da alcuni vescovi bavaresi che non l'hanno pienamente attuata affermando:

## Opere
- Berufung aus Liebe zur Liebe: auf der Spurensuche nach einer Theologie der Berufung, unter besonderer Berücksichtigung des Beitrags von Hans Urs von Balthasar. Dissertation, St. Ottilien: EOS-Verlag 2001, ISBN 3-8306-7092-3, zugleich: Vallendar, Philos.-Theol. Hochschule, Diss., 2001 unter dem Titel Vom Ruf zur Rufung

## Genealogia episcopale e successione apostolica
La genealogia episcopale è:
- Cardinale Scipione Rebiba
- Cardinale Giulio Antonio Santori
- Cardinale Girolamo Bernerio, O.P.
- Arcivescovo Galeazzo Sanvitale
- Cardinale Ludovico Ludovisi
- Cardinale Luigi Caetani
- Cardinale Ulderico Carpegna
- Cardinale Paluzzo Paluzzi Altieri degli Albertoni
- Papa Benedetto XIII
- Papa Benedetto XIV
- Papa Clemente XIII
- Cardinale Marcantonio Colonna
- Cardinale Giacinto Sigismondo Gerdil, B.
- Cardinale Giulio Maria della Somaglia
- Cardinale Carlo Odescalchi, S.I.
- Vescovo Eugène de Mazenod, O.M.I.
- Cardinale Joseph Hippolyte Guibert, O.M.I.
- Cardinale François-Marie-Benjamin Richard de la Vergne
- Cardinale Pietro Gasparri
- Arcivescovo Cesare Orsenigo
- Cardinale Lorenz Jäger
- Cardinale Johannes Joachim Degenhardt
- Vescovo Franz-Josef Hermann Bode
- Arcivescovo Stefan Heße

La successione apostolica è:
- Vescovo Horst Eberlein (2017)
- Vescovo Heiner Wilmer, S.C.I. (2018)

## Araldica
| Stemma | Titolare                           | Descrizione |
|        | Stefan Heße Arcivescovo di Amburgo | Lo stemma è diviso in quattro. Il primo settore contiene due chiavi incrociate in diagonale d'argento su campo rosso. Il secondo una stella a sei punte blu su campo argento. Il terzo un fiume blu su campo argento. Il quarto contiene un cuore da cui esce una croce di colore argento su campo rosso. Le chiavi incrociate, il cuore e la stella sono elementi tratti dallo stemma dell'arcidiocesi di Amburgo. Le due chiavi sono quelle di Pietro apostolo ed erano presenti anche nello stemma dell'antica arcidiocesi di Amburgo-Brema che è stata soppressa dopo la Riforma protestante. La stella si riferisce a Maria, patrona della città di Amburgo e della chiesa cattedrale dell'arcidiocesi. Allo stesso tempo, la stella ricorda il cielo aperto che Santo Stefano, patrono dell'arcivescovo Heße, vide prima del suo martirio (Atti 7, 56). Il cuore sotto la croce era presente nello stemma del vescovo Niccolò Stenone e rappresenta la parte del Meclemburgo dell'arcidiocesi. Il fiume ricorda l'origine renana dell'arcivescovo ma si riferisce anche all'Elba, al mare del Nord e al mar Baltico. Amburgo è infatti l'unica diocesi tedesca che è bagnata da entrambi i mari. Inoltre, il fiume è un'immagine che indica la Chiesa. Essa è una comunità di fede vivente e come l'acqua scorre incessantemente e costantemente. Il fiume ricorda all'arcivescovo anche il suo ruolo di costruttore di ponti. Sotto lo scudo vi è il pallio bianco con quattro croci nere, insegna dei metropoliti. Dietro lo scudo vi è la croce processionale arcivescovile e sopra un galero verde con dieci nappe dello stesso colore su ogni lato. Come motto ha scelto l'espressione "Apud Deum omnia possibilia" (Tutto è possibile per Dio) tratta da Matteo 19, 26. |